# California Coast Ranges
Les Coast Ranges de Califòrnia són unes serralades de muntanyes que tenen una llargada de 400 milles (640 km) des del Del Norte o Comtat de Humboldt al sud fins Comtat de Santa Barbara. Les altres tres serralades coastal California mountain són les Transverse Ranges, Peninsular Ranges i les Klamath Mountains.
Fisiogràficament són una secció de la més gran Província Pacific Border la qual al seu torn és part de la més gran divisió fisiogràfica Pacific Mountain System. La UNESCO ha inclòs la reserva California Coast Ranges en les reserves de la biosfera.

## Serralades
| - Bald Hills - Berkeley Hills - Caliente Range - Chalk Mountains - Diablo Range - Gabilan Range - King Range - Marin Hills | - Mayacamas Mountains - Mendocino Range - Santa Cruz Mountains - Santa Lucia Range - Shelton Buttes - Sonoma Mountains - Temblor Range - Vaca Mountains |